# Liste der Kulturgüter in Schleitheim
Die Liste der Kulturgüter in Schleitheim enthält alle Objekte in der Gemeinde Schleitheim im Kanton Schaffhausen, die gemäss der Haager Konvention zum Schutz von Kulturgut bei bewaffneten Konflikten, dem Bundesgesetz vom 20. Juni 2014 über den Schutz der Kulturgüter bei bewaffneten Konflikten sowie der Verordnung vom 29. Oktober 2014 über den Schutz der Kulturgüter bei bewaffneten Konflikten unter Schutz stehen.
Objekte der Kategorien A und B sind vollständig in der Liste enthalten, Objekte der Kategorie C fehlen zurzeit (Stand: 1. Januar 2023).

## Kulturgüter
| Foto | | Objekt                                                                                                  | Kat. | Typ | Standort                                                        | Beschreibung                                                                    |
| ---- | --- | --- | ---- | --- | --------------------------------------------------------------- | ------------------------------------------------------------------------------- |
| ja   | Datei hochladen · Wikidata zu Iuliomagus (Q680709)                                                     | Iuliomagus, römischer Vicus KGS-Nr.: 04437                                                              | A    | F   | Zum Salzbrunnen 678150 / 288350                                 |                                                                                 |
| ja   | Datei hochladen · Wikidata zu Hebsack, frühmittelalterliches Gräberfeld (Q29525004)                    | Hebsack, frühmittelalterliches Gräberfeld KGS-Nr.: 09662                                                | A    | F   | Friedhofweg 678525 / 288900                                     |                                                                                 |
| BW   | Datei hochladen · Wikidata zu Vorholz, römischer Gutshof (Q29525018)                                   | Vorholz, römischer Gutshof KGS-Nr.: 09663                                                               | A    | F   | Rüedistal 680080 / 290440                                       |                                                                                 |
| BW   | Datei hochladen · Wikidata zu Zum Adler (Q29880190)                                                    | Haus zum Adler KGS-Nr.: 04438                                                                           | B    | G   | Adlerstrasse 24 678410 / 289220                                 |                                                                                 |
| BW   | Datei hochladen · Wikidata zu Gasthaus Brauerei (Q29880165)                                            | Gasthaus Brauerei KGS-Nr.: 04440                                                                        | B    | G   | Gemeindehausplatz 1 678613 / 289331                             |                                                                                 |
| ja   | Datei hochladen · Wikidata zu Reformierte Kirche mit Kirchhofmauern (Q29880180)                        | Reformierte Kirche KGS-Nr.: 04442                                                                       | B    | G   | Kirchgasse 1 678730 / 289300                                    |                                                                                 |
| BW   | Datei hochladen                                                                                        | Haus Randenblick KGS-Nr.: 04443                                                                         | B    | G   | Schaffhauserstrasse 4 678100 / 288912                           |                                                                                 |
| BW   | Datei hochladen                                                                                        | Langer Randen / Schönägertli, bronzezeitliche Funde und Erdwerk unbekannter Zeitstellung KGS-Nr.: 06643 | B    | F   | 681562 / 287876                                                 | Das Objekt liegt zum Teil auch auf dem Gemeindegebiet von Siblingen (Nr. 6935). |
| BW   | Datei hochladen                                                                                        | Brüel, frühmittelalterliche Siedlung KGS-Nr.: 06706                                                     | B    | F   | 678650 / 289149                                                 |                                                                                 |
| ja   | Datei hochladen · Wikidata zu Ruine Randenburg (Q2175392)                                              | Randenburg, mittelalterliche Burgruine KGS-Nr.: 06722                                                   | B    | F   | 682492 / 289579                                                 | Das Objekt liegt zum Teil auf dem Gemeindegebiet von Beggingen (Nr. 6767).      |
| BW   | Datei hochladen                                                                                        | Gipsbergwerk (Gipsmuseum) KGS-Nr.: 10894                                                                | B    | G/S | Flüelisrtasse 25 676595 / 289036                                |                                                                                 |
| ja   | Datei hochladen · Wikidata zu Villa Aida / Gemeindehaus (Q29880184)                                    | Villa Aida / Gemeindehaus KGS-Nr.: 14276                                                                | B    | G   | Gass 15 678613 / 289521                                         |                                                                                 |
| ja   | Datei hochladen · Wikidata zu Im Höfli, Kätterlihuus und Kätterlischüür Vers. Nr. 246B (Q29880171)     | Kätterlihuus und Kätterlischüür KGS-Nr.: 14278                                                          | B    | G   | Beggingerstrasse 5–7 678654 / 289407                            |                                                                                 |
| BW   | Datei hochladen                                                                                        | Haus zur Fernsicht KGS-Nr.: 14279                                                                       | B    | G   | Lättegässli 5 678675 / 289627                                   |                                                                                 |
| BW   | Datei hochladen                                                                                        | Schweizerhof (Zollgebäude) KGS-Nr.: 14280                                                               | B    | G   | Schwarzwaldstrasse 79 678979 / 288989                           |                                                                                 |
| BW   | Datei hochladen                                                                                        | Altes Schulhaus KGS-Nr.: 14281                                                                          | B    | G   | Kirchgasse 8 678769 / 289294                                    |                                                                                 |
| ja   | Datei hochladen · Wikidata zu Pfarrhaus (Q29880176)                                                    | Pfarrhaus KGS-Nr.: 14282                                                                                | B    | G   | Kirchgasse 4 678738 / 289263                                    |                                                                                 |
| ja   | Datei hochladen · Wikidata zu Zur Krone, Kronenhalle (Anfang der wehrhaften Kirchhofmauer) (Q29880196) | Haus zur Krone, Kronenhalle KGS-Nr.: 14283                                                              | B    | G   | Randenstrasse 2 678666 / 289304                                 |                                                                                 |
| BW   | Datei hochladen                                                                                        | Wohnhaus mit Scheune KGS-Nr.: 14284                                                                     | B    | G   | Adlerstrasse 5 678593 / 289270                                  |                                                                                 |
| ja   | Datei hochladen · Wikidata zu Wagnerhus (Q29880186)                                                    | Wagnerhus KGS-Nr.: 14285                                                                                | B    | G   | Adlerstrasse 23 678437 / 289196                                 |                                                                                 |
| BW   | Datei hochladen                                                                                        | Grossscheune mit Ökonomie KGS-Nr.: 14399                                                                | B    | G   | Bahnhofstrasse 15 678748 / 289046                               |                                                                                 |
| BW   | Datei hochladen                                                                                        | Kanal und Stauwehr KGS-Nr.: 14638                                                                       | B    | G   | Wutach Oberwiesen 676476 / 289275                               |                                                                                 |
| ja   | Datei hochladen · Wikidata zu Dorfbach mit historischer Bacheinfassung, Stegen und Brücken (Q29880162) | Dorfbach mit historischer Bacheinfassung, Stegen und Brücken KGS-Nr.: 14788                             | B    | G   | Beggingerstrasse / Bachstrasse / Bahnhofstrasse 678711 / 289397 |                                                                                 |